# 瑪莉亞·露伊莎·科伊達維德
瑪莉亞·露伊絲·科伊達維德，(1778年5月8日—1851年3月14日)，海地王國國王亨利一世的皇后。

## 早年生活
瑪莉亞·露伊絲出生在一個自由的黑人家庭，她的父親是一家酒店的持有人。她於1793年在海地角與亨利·克里斯托夫結婚，兩人有個孩子。在1798年他和丈夫搬到海地北部無憂宮一帶，在法國入侵期間，她和她的孩子一直住在地下，直到1803年。

## 皇后
1811年，瑪麗-珂伊絲被授予皇后稱號。她的新身份賦予了新的禮儀任務，她認真對待自己的立場，表示“國家給予她”的稱號也賦予她履行職責的責任。她在無憂宮擔任女主人的角色。她不涉及國家事務。如果她的兒子仍然是未成年人，她就可以得到攝政的職位。但是，在他父親去世之前，她的兒子已經成年了，所以從來沒有成為現實。
在亨利一世死後，她與女兒一起留在宮殿，直到在她的配偶的追隨者和他的屍體護送下離開王宮，他們離開後，宮殿遭到襲擊和掠奪。海地總統让-皮埃尔·布瓦耶訪問了她，為她提供了保護; 他否認了她給了他的黃金馬刺，說自己是窮人的領袖。瑪麗·路易絲被形容為冷靜和服從，但她的女兒，特別是雅典娜，被形容為報復心重。

## 流亡
1821年8月，皇后在英國海軍上將波帕姆爵士的保護下，帶著女兒離開海地，前往倫敦。有傳言說，她正在尋找她的丈夫在歐洲存放的三百萬美元。無論如何，她確實沒有經濟困難地度過餘生。
之後在意大利的比薩小心翼翼地度過了她的餘生，在那裡他們有時候被那些想要發財的獵財者和宣稱皇位繼承人所困擾。在她去世前不久，她寫信給海地稱會回國。 但是，她在意大利去世之前從來沒有這樣做過。